# Marie-José Pérec
Marie-José Pérec (Basee-Terre, Guadeloupe, 9. svibnja 1968.) je francuska atletičarka, trostruka olimpijska pobjednica, dva puta u disciplini 400 m te jednom u disciplini 200 m.
Zadivila je svijet podvigom na Olimpijskim igrama u Atlanti 1996. godine kada je pobijedila utrkama na 200 i na 400 metara, pothvat koji je na istim Igrama ali u muškoj konkurenciji napravio Michael Johnson. Osim tog dvostrukog zlata te još jednog zlata s Igara četiri godine ranije, Perec je u svojoj uspješnoj karijeri bila i višestruka svjetska i europska prvakinja.
Imala je čast upaliti olimpijski plamen zajedno s Teddy Rinerom na otvaranju Olimpijskih igara u Parizu 2024.